# Irschen
Irschen est une commune autrichienne du district de Spittal an der Drau en Carinthie.

## Géographie
La municipalité se trouve dans l'ouest de la Carinthie, près de la frontière avec le Tyrol oriental. Elle est située dans la vallée de la Drave, au pied du massif montagneux des Hohe Tauern au nord.

## Histoire
Des découvertes de la culture de Hallstatt attestent d'un peuplement précoce par des peuples celtes. À l'époque romaine, la région faisait partie de la province du Norique et la vallée fut une voie de communication primordiale. 
Le lieu d'Ursen est probablement cité la première fois vers l'an 810, lorsqu'une église y était fondée par Orso (ou Ursus, « ours »), patriarche d'Aquilée. Un castrum Ursen est mentionné entre 1081 et 1086. L'église paroissiale a été fondée vers la fin du XIIe siècle.

## Naissance à Irschen
- Gerhard Oberschlick (né en 1942), éditorialiste.